# Espaço métrico

Um conjunto munido de uma métrica é um espaço métrico; entre as muitas métricas possíveis encontra-se a métrica de Manhattan.

Em matemática, um espaço métrico é um conjunto onde a distância entre quaisquer dois de seus elementos é definida por uma função chamada métrica. A métrica permite que a noção de continuidade seja estendida para funções entre espaços métricos. Os espaços métricos são exemplos de uma classe mais abrangente de espaços, chamados espaços topológicos.
O espaço métrico mais familiar é o espaço euclidiano. Na verdade, a métrica é uma generalização das quatro propriedades conhecidas da distância euclidiana. A métrica euclidiana define a distância entre dois pontos como o comprimento do segmento de reta que os conecta. 
Existem outros espaços métricos, por exemplo, na geometria elíptica. Mesmo no espaço euclidiano, podemos adotar uma medida diferente de distância, como a métrica de Manhattan.

## Definição
Seja {\displaystyle X} um conjunto qualquer. Uma métrica definida sobre {\displaystyle X} é uma função {\displaystyle d:X\times X\to \mathbb {R} } que associa um par {\displaystyle (x,y)\in X\times X} ao número {\displaystyle d(x,y)}, chamado de distância entre {\displaystyle x} e {\displaystyle y}, de modo que para quaisquer {\displaystyle x,y,z\in X} valem:
1. {\displaystyle d(x,y)=0\iff x=y};
2. Se {\displaystyle x\neq y}, então, {\displaystyle d(x,y)>0} (positividade);
3. {\displaystyle d(x,y)=d(y,x)} (simetria);
4. {\displaystyle d(x,z)\leq d(x,y)+d(y,z)} (desigualdade triangular).

Um par {\displaystyle (X,d)} em que {\displaystyle X} é um conjunto e {\displaystyle d} é uma métrica é chamado de espaço métrico.
De forma intuitiva, pode-se pensar no conjunto {\displaystyle X} como um conjunto de locais ligados por um sistema de estradas. A distância entre dois pontos pode ser definida como o comprimento da rota mais curta que liga dois desses locais. Deste modo, a simetria significa que neste sistema de estradas não deve haver estradas de mão única e a desigualdade do triângulo expressa o fato de que os desvios não são atalhos.

## Exemplos de Espaços Métricos
- O conjunto {\displaystyle \mathbb {R} } dos números reais é o exemplo mais importante de espaço métrico com respeito à métrica {\displaystyle d(x,y)=|x-y|}
- {\displaystyle (\mathbb {R} ^{n},d)}, onde {\displaystyle d((x_{1},\ldots ,x_{n}),(y_{1},\ldots ,y_{n}))={\sqrt {(y_{1}-x_{1})^{2}+\cdots +(y_{n}-x_{n})^{2}}}}, é o espaço de dimensão {\displaystyle n\,} com a distância usual (espaço vetorial euclidiano).
- {\displaystyle (\mathbb {R} ^{n},d)}, onde {\displaystyle d(x,y)=\max\{|x_{1}-y_{1}|,...,|x_{n}-y_{n}|\}} observe que com esse exemplo, olhar para um mesmo conjunto {\displaystyle X} com métricas diferentes. Isso provoca uma mudança na topologia do conjunto.
- {\displaystyle (X,d)\,}, onde {\displaystyle d(x,y)=\left\{{\begin{matrix}0,&{\mbox{se }}x=y\\1,&{\mbox{se }}x\neq y\end{matrix}}\right.} é denominado de espaço métrico discreto.
- Qualquer subconjunto {\displaystyle A\subset X}de um espaço métrico {\displaystyle X} é um espaço métrico, basta considerar a restrição {\displaystyle d|_{A\times A}\to \mathbb {R} }.
- Seja V o conjunto das funções contínuas de domínio {\displaystyle [a,b]} e contradomínio real. Então {\displaystyle d(f,g)=\max |f(x)-g(x)|\,} torna V um espaço métrico (a condição de continuidade é importante para garantir que essa métrica seja definida).

### Espaços vetoriais normados
Qualquer Espaço vetorial munido de uma norma {\displaystyle \lVert \cdot \rVert } é um espaço métrico. Seja {\displaystyle {\mathsf {E}}} um espaço vetorial. Uma norma em {\displaystyle {\mathsf {E}}} é uma função | |: {\displaystyle {\mathsf {E}}} {\displaystyle \rightarrow } {\displaystyle \mathbb {R} }, que associa cada vetor {\displaystyle {\boldsymbol {x}}} {\displaystyle \in } {\displaystyle {\mathsf {E}}} o número real ||{\displaystyle {\boldsymbol {x}}}|| chamada a norma de {\displaystyle {\boldsymbol {x}}}, de modo a serem cumpridas as condições abaixo para quaisquer {\displaystyle {\boldsymbol {x}}}, {\displaystyle {\boldsymbol {y}}} {\displaystyle \in } {\displaystyle {\mathsf {E}}}  e {\displaystyle \lambda } escalar:
1. Se {\displaystyle {\boldsymbol {x}}} {\displaystyle \neq } 0 então ||{\displaystyle {\boldsymbol {x}}}|| {\displaystyle \neq } 0 ;
2. ||{\displaystyle \lambda }{\displaystyle \cdot } {\displaystyle {\boldsymbol {x}}}|| = |{\displaystyle \lambda }| {\displaystyle \cdot }||{\displaystyle {\boldsymbol {x}}}|| ;
3. || {\displaystyle {\boldsymbol {x}}} + {\displaystyle {\boldsymbol {y}}} || {\displaystyle \leq } ||{\displaystyle {\boldsymbol {x}}}|| + ||{\displaystyle {\boldsymbol {y}}}||

Todo espaço vetorial normado ({\displaystyle {\mathsf {E}}}, |{\displaystyle \cdot } | ) torna-se um espaço métrico por meio da definição {\displaystyle d(x,y)=||x-y||}. Esta métrica diz-se proveniente da norma |{\displaystyle \cdot }| . As propriedades 1 a 4 das distâncias são válidas para distâncias(métricas) que provém  de normas. Essas propriedades resultam imediatamente das propriedades da norma. 
1. {\displaystyle d(x,y)=||x-y||=0\Leftrightarrow x=y}
2. Se {\displaystyle x\neq y} então {\displaystyle d(x,y)=||x-y||>0}  pois {\displaystyle x\neq y} {\displaystyle \Rightarrow 0=||(x-y)-(x-y)||\leq ||x-y||+||y-x||=2.||x-y||} e  {\displaystyle x\neq y\Rightarrow ||x-y||\neq 0}
3. {\displaystyle d(x,y)=||x-y||=|-1|.||y-x||=||y-x||=d(y,x)}
4. {\displaystyle d(x,z)=||x-z||=||x+y-y-z||\leq ||x-y||+||y-z||=d(x,y)+d(x,z)} [5]

## Topologia de um espaço métrico
Definição. Sejam {\displaystyle (X,d)} um espaço métrico e {\displaystyle U\subset X} um subconjunto, diz-se que {\displaystyle U} é um subconjunto aberto de {\displaystyle X} quando para todo elemento {\displaystyle x_{0}\in U} existe algum {\displaystyle \epsilon >0} tal que {\displaystyle x\in U} sempre que {\displaystyle d(x,x_{0})<\epsilon }. 
Uma classe importante de conjuntos abertos são as chamadas bolas abertas, para um ponto {\displaystyle x_{0}\in X} e um número real {\displaystyle r>0}, chama-se bola aberta de centro {\displaystyle x_{0}}e raio {\displaystyle r} o subconjunto {\displaystyle B(x_{0};r)=\{x\in X:d(x,x_{0})<r\}}. Pode-se mostrar que toda bola aberta é um subconjunto aberto e que todo subconjunto aberto pode ser escrito como a reunião de uma família (enumerável ou não) de bolas abertas.
A classe dos conjuntos abertos gozam das seguintes propriedades:
1. O conjunto vazio {\displaystyle \varnothing } e {\displaystyle X} são subconjuntos abertos de {\displaystyle X};
2. Se {\displaystyle \{U_{\lambda }\}_{\lambda \in \Lambda }} é uma família indexada de subconjuntos abertos de {\displaystyle X}, então a reunião {\displaystyle \bigcup _{\lambda \in \Lambda }U_{\lambda }} é também um subconjunto aberto de {\displaystyle X};
3. Se {\displaystyle U_{1},U_{2},\dots ,U_{n}}são subconjuntos abertos de {\displaystyle X}, então a interseção {\displaystyle \bigcap _{k=1}^{n}U_{k}} é também um subconjunto aberto de {\displaystyle X}.

As propriedades 1, 2 e 3 acima caracterizam a classe {\displaystyle \tau \subset {\mathcal {P}}(X)} dos subconjuntos abertos de {\displaystyle X} como uma topologia, chamada de topologia induzida pela métrica {\displaystyle d}, de modo que o par {\displaystyle (X,\tau )} é um espaço topológico.

### Conjuntos fechados
Definição. Um ponto {\displaystyle a} que pertence a um subconjunto {\displaystyle A} de um espaço métrico {\displaystyle M}  é dito um ponto aderente de {\displaystyle A} quando, para todo {\displaystyle \varepsilon >0}, podemos encontrar {\displaystyle x\in A} tal que {\displaystyle d(x,a)<\varepsilon } . 
O fecho(ou aderência) de um conjunto {\displaystyle A} num espaço métrico {\displaystyle M} é o conjunto {\displaystyle {\bar {A}}} dos pontos de {\displaystyle M} que são aderentes a {\displaystyle A}. Portanto, escrever {\displaystyle a\in {\bar {A}}} é o mesmo que afirmar que o ponto {\displaystyle a} é aderente a {\displaystyle A} em {\displaystyle M}.
Diz-se que um conjunto {\displaystyle F\subset M} é fechado no espaço métrico {\displaystyle M} quando seu complementar {\displaystyle M-F}  é aberto em {\displaystyle M}. Podemos também definir um conjunto fechado como sendo um conjunto {\displaystyle F\subset M} tal que {\displaystyle F={\bar {F}}}. Pode-se mostrar que essas definições são equivalentes.
Os subconjuntos fechados de um espaço métrico {\displaystyle M}  gozam das seguintes propriedades:
1. O conjunto vazio {\displaystyle \varnothing } e o espaço inteiro {\displaystyle M} são fechados;
2. A reunião {\displaystyle F=F_{1}\cup ...\cup F_{n}} de um número finito de subconjuntos fechados {\displaystyle F_{1},...,F_{n}\subset M}  é um subconjunto fechado de {\displaystyle M}.
3. A interseção {\displaystyle F=\bigcap F_{\lambda }} de uma família qualquer {\displaystyle (F_{\lambda })_{\lambda \in L}} (finita ou infinita) de subconjuntos fechados  {\displaystyle F_{\lambda }\subset M}  é um subconjunto fechado de {\displaystyle M}.[8]

## Funções Contínuas
Definição. Sejam {\displaystyle M,N} espaços métricos. Diz-se que a aplicação {\displaystyle f:M\longrightarrow N} é contínua no ponto {\displaystyle a\in M} quando, para todo {\displaystyle \varepsilon >0} dado, é possível obter {\displaystyle \delta >0} tal que {\displaystyle d(x,a)<\delta }  implica  {\displaystyle d(f(x),f(a))<\varepsilon } .
Diz-se que {\displaystyle f:M\longrightarrow N} é contínua quando ela é contínua em todos os pontos {\displaystyle a\in M} . 
Equivalentemente, {\displaystyle f:M\longrightarrow N} é contínua no ponto {\displaystyle a\in M} quando, dada qualquer bola {\displaystyle B'=B(f(a),\varepsilon )} de centro {\displaystyle f(a)}, pode-se encontrar uma bola {\displaystyle B=B(a,\delta )} , de centro {\displaystyle a}, tal que {\displaystyle f(B)\subset B'}.
Exemplos.
1. Dada {\displaystyle f:M\longrightarrow N}, suponhamos que exista uma constante {\displaystyle c>0} (chamada constante de Lipschitz) tal que {\displaystyle d(f(x),f(y))\leq c\cdot d(x,y)} para quaisquer que sejam os {\displaystyle x,y\in M}. Dizemos então que {\displaystyle f} é uma aplicação lipschitziana. Neste caso, {\displaystyle f} é contínua. Com efeito, dado {\displaystyle \varepsilon >0}, tomemos {\displaystyle \delta =\varepsilon /c}. Então {\displaystyle d(x,a)<\delta \Rightarrow d(f(x),f(a))\leq c\cdot d(x,a)<c\cdot \varepsilon /c=\varepsilon }  .[10]
2. Dado um {\displaystyle a\in M} que seja ponto isolado de {\displaystyle M} (isto é, um elemento {\displaystyle a} de {\displaystyle M} tal que existe {\displaystyle \varepsilon >0} tal que {\displaystyle B(a,\varepsilon )=\{a\}}) , então toda aplicação {\displaystyle f:M\longrightarrow N} é contínua no ponto {\displaystyle a}. Com efeito, dado {\displaystyle \varepsilon >0}, basta tomar {\displaystyle \delta >0} tal que {\displaystyle B(a,\delta )=\{a\}}. Assim, {\displaystyle d(a,x)<\delta \Rightarrow d(f(a),f(x))=0<\varepsilon }.[11]
3. Uma aplicação {\displaystyle f:M\longrightarrow N} chama-se uma imersão isométrica quando {\displaystyle d(x,y)=d(f(x),f(y))} para quaisquer {\displaystyle x,y\in M}. Neste caso, diz-se também que {\displaystyle f} preserva distâncias.[12] Note que dado {\displaystyle \varepsilon >0}  e {\displaystyle a\in M} qualquer,  se {\displaystyle d(x,a)<\delta }  com {\displaystyle \delta =\varepsilon }  então  {\displaystyle d(f(x),f(a))=d(x,a)<\delta =\varepsilon }, implicando que {\displaystyle f} é contínua.

### Homeomorfismos
Sejam {\displaystyle M,N} espaços métricos. Um homeomorfismo de {\displaystyle M} sobre {\displaystyle N} é uma bijeção contínua {\displaystyle f:M\longrightarrow N}  cuja inversa {\displaystyle f^{-1}:N\rightarrow M}  também é uma bijeção contínua. Neste caso, diz-se que {\displaystyle M} e {\displaystyle N} são homeomorfos. Ás vezes se usa a expressão "equivalência topológica" em vez de "homeomorfismo". Dois espaços métricos homeomorfos são indistinguíveis do ponto de vista da Topologia. Uma propriedade de que goza um espaço {\displaystyle M} é chamada de uma propriedade topológica quando todo espaço homeomorfo a {\displaystyle M} também goza de tal propriedade. As propriedades topológicas se distinguem das propriedades métricas de {\displaystyle M} que são preservadas pelas isométricas .
Exemplos:
1. Seja {\displaystyle M} um espaço vetorial normado. Para todo {\displaystyle a\in M} e para todo número real {\displaystyle \lambda \neq 0}, a translação {\displaystyle t_{a}:M\rightarrow M} e a homotetia {\displaystyle m_{\lambda }:M\rightarrow M}, definidas por {\displaystyle t_{a}(x)=x+a}  e  {\displaystyle m_{\lambda }(x)=\lambda \cdot x} são homeomorfismos de {\displaystyle M} . De fato, sabemos que {\displaystyle t_{a}} e {\displaystyle m_{\lambda }} são contínuas. Além disso, possuem inversas: {\displaystyle (t_{a})^{-1}=t_{-a}}  e  {\displaystyle (m_{\lambda })^{-1}=m_{\mu }}  (onde {\displaystyle \mu =1/\lambda }), as quais também são contínuas.
2. Duas bolas abertas {\displaystyle B(a;r)} e {\displaystyle B(b;s)} em {\displaystyle M} são homeomorfas. Mais precisamente, a composta {\displaystyle \varphi =t_{b}\circ m_{s/r}\circ t_{-a}}  define um homeomorfismo {\displaystyle \varphi :M\rightarrow M}. Em especial, o homeomorfismo {\displaystyle \varphi } é tal que {\displaystyle \varphi (B(a;r))=B(b;s)}.[14]

## Convergência
Diz-se que sequência {\displaystyle \{x_{n}\}_{n\in \mathbb {N} }} com elementos num espaço métrico {\displaystyle (X,d)} converge para um elemento {\displaystyle x\in X} se para qualquer {\displaystyle \epsilon >0} existe um número natural {\displaystyle n_{0}=n_{0}(\epsilon )} tal que {\displaystyle d(x,x_{n})<\epsilon } para todo {\displaystyle n\in \mathbb {N} } tal que {\displaystyle n>n_{0}}. Nessa ocasião, {\displaystyle x} é o único elemento do espaço métrico com esta propriedade, e é chamado de limite da sequência, e escreve-se {\displaystyle \lim _{n\to +\infty }x_{n}=x} ou {\displaystyle x_{n}\to x}.
Uma sequência {\displaystyle \{x_{n}\}_{n\in \mathbb {N} }} com elementos num espaço métrico {\displaystyle (X,d)}  é de Cauchy ou satisfaz o critério de Cauchy quando para todo {\displaystyle \epsilon >0} pode-se encontrar um número natural {\displaystyle n_{0}=n_{0}(\epsilon )} de modo que {\displaystyle d(x_{n},x_{m})<\epsilon } para quaisquer números naturais {\displaystyle m,n>n_{0}}. Pode se mostrar que toda sequência convergente é de Cauchy, e um espaço métrico em que critério de Cauchy é suficiente para convergência é chamado de espaço métrico completo. Exemplos de espaços métricos completos incluem {\displaystyle \mathbb {R} ,\mathbb {C} ,\mathbb {R} ^{n},\mathbb {C} ^{n}} e qualquer Espaço vetorial normado de dimensão finita.